# 50:50
50:50 (auch 5050) ist eine KI-Musikvideocreator-Plattform, die in Folge eines Wettbewerbs entstanden ist und wie der Wettbewerb von dem britischen Musiker, Singer-Songwriter und Videokünstler Peter Gabriel 2025 gestartet wurde.

## Hintergrund
Peter Gabriel startete am 18. April 2023 zusammen mit dem Unternehmen Stability AI den Peter Gabriel / Stability AI #DiffuseTogether Wettbewerb. In diesem wurden die Teilnehmer eingeladen, ein animiertes KI-generiertes Musikvideo einzureichen, das von der Musik von Peter Gabriel inspiriert und auf diese eingestellt ist. Die Gewinner wurden im Juni 2023 bekannt gegeben. Peter Gabriel sagte, dass ihm ihm eine Freude gewesen sei Teil dieses Projektes zu sein.
Am 23. Januar 2025 wurde schließlich ausgehend von den im Rahmen des Wettbewerbs erstellten Musikvideos für Gabriels am 1. Dezember 2023 veröffentlichtes Studioalbum i/o das Projekt 50:50 für Videokunst gestartet, das eine fairere Aufteilung der Aufmerksamkeit und der Einnahmen zwischen dem Urheber der Musik (in diesem Fall Peter Gabriel) und denen der visuellen Elemente (also den Videokünstlern- oder Künstlergruppen) erreichen soll. Gabriel erschien es unfair, dass Musikproduzenten auf Plattformen wie YouTube den gesamten Gewinn einstreichen. Er gründete das Projekt 50:50 um eine gerechtere Verteilung zwischen Videoproduzenten und Musikproduzenten zu erreichen.
50:50 soll auch weitere Kooperationen fördern. Dies soll erreicht werden, indem die bildenden Künstler ihre Werke in die Musik von Peter Gabriel integrieren können. Die von Gabriel geschaffene Plattform soll den Beitrag der Künstler würdigen, die seine Musik in Bilder umsetzen. Gabriel lud alle anderen Videomacher oder Kreativen, die mehr über 50:50 erfahren und wissen möchten ein sich zu informieren, wie sie sich beteiligen können und sich anzumelden. Diese sollen auch über Weiterentwicklungen des Projektes informiert werden.

## Geschichte
Bereits vor dem Start des Projektes 50:50 wurden im Rahmen des vorangegangenen Wettbewerbs bereits 5 Musikvideos zu 3 Liedern des Albums i/o veröffentlicht. Das erste mit dem offiziellen Projektstart am 23. Januar 2025 veröffentlichte Musikvideo war das zu dem Lied Olive Tree, dessen Liedtext vor dem Hintergrund entstand, dass es nach der Ansicht von Gabriel bald möglich sein wird, Gedanken des menschlichen Gehirns in Videobilder umzuwandeln.
In der Folge entstanden ständig weitere Musikvideos auf der Basis von Songs des Albums i/o, wie zum Beispiel dem Titeltrack i/o aber auch anderer Alben Gabriels, wie So oder des Soundtracks Passion: Music for The Last Temptation of Christ. Anfang August 2025 waren das insgesamt bereits 32. Diese wurden von einer wachsenden Anzahl von Videokünstlern erstellt, die die Einladung von Gabriel zu dieser Challenge annahmen. Anfang August 2025 waren das bereits 20 verschiedene Einzelkünstler oder Gruppen.